# How a Realist Hero Rebuilt the Kingdom
How a Realist Hero Rebuilt the Kingdom (現実主義勇者の王国再建記, Genjitsu shugi yūsha no ōkoku saikenki), est une série japonaise de light novel écrite par Dojyomaru et illustrée par Fuyuyuki. Une adaptation en manga dessinée par Satoshi Ueda est prépubliée sur le site Comic Gardo d'Overlap à partir de juillet 2017. Une adaptation en série d'animation produite par le studio J. C. Staff est diffusée entre juillet 2021 et avril 2022.

## Synopsis
Kazuya Souma, jeune japonais, est soudainement transporté dans un autre monde. À peine arrivé, Albert Elfrieden, le roi du royaume d'Elfrieden, lui abandonne le trône. En outre, Kazuya est fiancé à la fille d'Albert, Liscia. Afin de reconstruire l'économie en difficulté du pays, Kazuya décide rassembler des citoyens talentueux afin de l'aider dans ses réformes.

## Personnages
Kazuya Souma (相馬 一也 / ソーマ・カズヤ, Sōma Kazuya)
Voix japonaise : Yūsuke Kobayashi
Le personnage principal de l'histoire. Convoqué dans un autre monde pour faire face à la menace du Seigneur Démon, Kazuya se retrouve sur le trône du Royaume d'Elfrieden et la main de Liscia Elfrieden lui est imposée. Devenu roi, Kazuya entreprend des réformes radicales afin d'améliorer le niveau de vie du royaume.
Liscia Elfrieden (リーシア・エルフリーデン, Rīshia Erufurīden)
Voix japonaise : Inori Minase
Princesse héritière du royaume d'Elfrieden et première fiancée de Kazuya, Liscia a été aux côtés de ce dernier dès le début. D'abord mécontente de ses fiançailles inopinées, Liscia s'adoucit rapidement et finit par développer de profonds sentiments pour Kazuya. Après la fin de la guerre d'une semaine, Kazuya et Liscia affirment leur amour l'un pour l'autre. Liscia est tolérante à l'égard des nombreuses admiratrices de Kazuya, l'encourageant même à prendre d'autres femmes. Cependant, elle reste inflexible sur son désir de rester la première épouse.
Aisha Udgard (アイーシャ・ウドガルド, Aīsha Udogarudo)
Voix japonaise : Ikumi Hasegawa
Fille du chef des elfes noirs de la forêt protégée par Dieu, Aisha Udgard est l'une des cinq personnes découvertes lors du rassemblement des personnes talentueuses. Elle sert de garde du corps à Kazuya et tombe profondément amoureuse de lui lors de l'éboulement qui frappe sa maison. Après la Guerre d'une semaine, Aisha devient la seconde fiancée de Kazuya en reconnaissance de ses actions lors de cette guerre contre la principauté hostile d'Amidonia. C'est une guerrière accomplie et une grande mangeuse, et Kazuya la considère comme un adorable animal de compagnie.
Juna Doma (ジュナ・ドーマ, Juna Dōma)
Voix japonaise : Reina Ueda
Juna Doma est la petite-fille de la duchesse Excel Walter, envoyée pour espionner Kazuya lorsqu'il est annoncé comme le nouveau roi. Elle est l'une des cinq personnes découvertes lors du rassemblement des personnes talentueuses. Elle aide Kazuya en temps de guerre comme en temps de paix en étant la « Prima Lorelei », une personne qui influence les autres par sa voix. Après être tombée amoureuse de Kazuya, elle devient secrètement sa troisième fiancée. La raison pour laquelle ils ne révèlent pas leurs fiançailles est la possibilité de déclencher des émeutes si les gens du peuple découvrent que la célèbre idole est mariée.
Roroa Amidonia (ロロア・アミドニア, Roroa Amidonia)
Voix japonaise : M.A.O
Princesse de l'ancienne Principauté d'Amidonia, par la ruse elle force Kazuya à la prendre comme quatrième fiancée et à annexer l'ensemble du territoire amidonien au lieu de la seule capitale, afin d'éviter que la République de Turgis et l'État papal orthodoxe de Lunaria ne mettent la main sur le territoire après la perte de la guerre par la Principauté. Elle a un sens aigu de l'économie et dirige le Cerf d'Argent, une entreprise privée dont le visage public est celui de sa connaissance, Sebastian Silvadia.
Naden Delal (ナデン・デラール, Naden Derāru)
Naden, une dragonne originaire de la chaîne de montagnes du Dragon des étoiles. Malmenée parce qu'elle n'avait pas d'ailes, Kazuya réalise qu'elle est une ryu et passe un contrat avec elle, bien qu'elle ne fasse pas partie du Royaume des Chevaliers dragons de Nothung. Naden devient la cinquième et dernière fiancée de Kazuya.

## Production et supports

### Light novels
How a Realist Hero Rebuilt the Kingdom est écrit par Dojyomaru et illustré par Fuyuyuki. La série paraît initialement comme un roman en ligne en sur Shōsetsuka ni narō à partir de 2014, avant d'être supprimée pour des problèmes de droit d'auteur et reprise sur Pixiv. Elle est ensuite acquise par Overlap, qui la publie sous le label Overlap Bunko, avec un premier volume du light novel sorti en 2016. En juin 2023, dix-huit volumes sont parus.

#### Liste des volumes
| no | Japonais          | Japonais          |
| no | Date de sortie    | ISBN              |
| -- | ----------------- | ----------------- |
| 1  | 25 mai 2016       | 978-4-86554-111-3 |
| 2  | 25 septembre 2016 | 978-4-86554-148-9 |
| 3  | 25 juin 2017      | 978-4-86554-191-5 |
| 4  | 15 mars 2017      | 978-4-86554-226-4 |
| 5  | 25 octobre 2017   | 978-4-86554-272-1 |
| 6  | 27 février 2018   | 978-4-86554-314-8 |
| 7  | 25 juin 2018      | 978-4-86554-363-6 |
| 8  | 25 octobre 2018   | 978-4-86554-405-3 |
| 9  | 25 février 2019   | 978-4-86554-451-0 |
| 10 | 25 juin 2019      | 978-4-86554-511-1 |
| 11 | 24 octobre 2019   | 978-4-86554-561-6 |
| 12 | 25 avril 2020     | 978-4-86554-646-0 |
| 13 | 25 septembre 2020 | 978-4-86554-740-5 |
| 14 | 25 avril 2021     | 978-4-86554-891-4 |
| 15 | 25 juin 2021      | 978-4-86554-937-9 |
| 16 | 25 décembre 2021  | 978-4-82400-065-1 |
| 17 | 25 avril 2022     | 978-4-82400-162-7 |
| 18 | 25 juin 2023      | 978-4-8240-0528-1 |
| 19 | 25 février 2024   | 978-4-8240-0738-4 |
| 20 | 25 décembre 2024  | 978-4-8240-1025-4 |
| 21 | 25 décembre 2024  | 978-4-8240-1026-1 |

### Manga
Une adaptation en manga de la série dessinée par Satoshi Ueda est prépubliée sur le site Web Comic Gardo d'Overlap depuis le 10 juillet 2017. En avril 2023, dix volumes tankōbon sont parus.
Une version française du manga est publiée par Delcourt/Tonkam depuis juillet 2023.

#### Liste des volumes
| no | Japonais         | Japonais          | Français          | Français          |
| no | Date de sortie   | ISBN              | Date de sortie    | ISBN              |
| -- | ---------------- | ----------------- | ----------------- | ----------------- |
| 1  | 25 février 2018  | 978-4-86554-321-6 | 12 juillet 2023   | 978-2-413-07688-9 |
| 2  | 25 août 2018     | 978-4-86554-391-9 | 30 août 2023      | 978-2-413-07689-6 |
| 3  | 25 février 2019  | 978-4-86554-458-9 | 1er novembre 2023 | 978-2-413-07690-2 |
| 4  | 25 octobre 2019  | 978-4-86554-564-7 | —                 |                   |
| 5  | 25 avril 2020    | 978-4-86554-655-2 | —                 |                   |
| 6  | 25 novembre 2020 | 978-4-86554-794-8 | —                 |                   |
| 7  | 25 juin 2021     | 978-4-86554-950-8 | —                 |                   |
| 8  | 25 décembre 2021 | 978-4-82400-075-0 | —                 |                   |
| 9  | 25 août 2022     | 978-4-82400-283-9 | —                 |                   |
| 10 | 25 avril 2023    | 978-4-8240-0481-9 | —                 |                   |

### Anime
Une adaptation en série d'animation est annoncée par Overlap le 17 avril 2020. La série est animée par le studio J. C. Staff et réalisée par Takashi Watanabe, avec Gō Zappa et Hiroshi Ōnogi écrivant les scripts, Mai Otsuka concevant les personnages et Akiyuki Tateyama composant la musique de la série. La première moitié de la saison 1 est diffusée entre le 4 juillet au 26 septembre 2021 sur Tokyo MX et BS11,. Le premier cours est composé de 13 épisodes. La seconde moitié est diffusée du 9 janvier au 3 avril 2022,. La première chanson thème d'ouverture, Hello Horizon, est interprétée par Inori Minase, tandis que la première chanson thème de fin, Kazanear, est interprété par Aimi.  La deuxième chanson thème d'ouverture intitulée Real-Eyes est chantée par Inori Minase, tandis que la deuxième chanson thème de fin est Lights est interprétée par Aimi.
La version française de l'anime est diffusée par Animation Digital Network,.

#### Liste des épisodes
| No | Titre français                                                           | Titre japonais                           | Titre japonais                                           | Date de 1re diffusion |
| No | Titre français                                                           | Kanji                                    | Rōmaji                                                   | Date de 1re diffusion |
| -- | ------------------------------------------------------------------------ | ---------------------------------------- | -------------------------------------------------------- | --------------------- |
| 1  | Le héros doit montrer l'exemple                                          | まず勇者より始めよ                       | Mazu yūsha yori hajimeyo                                 | 4 juillet 2021        |
| 2  | Tout talent mérite travail                                               | ただ才あらば用いる                       | Tada sai araba mochiiru                                  | 11 juillet 2021       |
| 3  | Tout vassal n'est pas rival                                              | 臣をして忠臣たらしむことなかれ           | Shin o shite chūshin tara shimu koto nakare              | 18 juillet 2021       |
| 4  | L'ambition a toujours faim                                               | 食指、動く                               | Shokushi, ugoku                                          | 25 juillet 2021       |
| 5  | Il faut un minimum de confort pour pratiquer la vertu                    | 衣食足って、栄辱を知る                   | Ishoku tatte, eijoku o shiru                             | 1er août 2021         |
| 6  | Le sage se rebelle parfois, mais sait toujours où est son intérêt        | 智者は時にそむいて利を捨てず             | Chisha wa toki ni somuite ri o sutezu                    | 8 août 2021           |
| 7  | Ainsi parlaient les doyens                                               | {古老、曰く                              | Korō, iwaku                                              | 15 août 2021          |
| 8  | Le Grondement de la forêt                                                | 森、鳴動す                               | Mori, meidō su                                           | 22 août 2021          |
| 9  | Tout ne se passe pas toujours comme prévu                                | 縦横、成らず                             | Tateyoko, aarazu                                         | 29 août 2021          |
| 10 | Un soldat ne doit jamais être oisif                                      | 兵は楽しむ所に非ざるなり                 | Hei wa tanoshimu tokoro ni arazarunari                   | 5 septembre 2021      |
| 11 | La prune remplace la pêche dans l'impasse                                | 李代桃僵                                 | Ridai tōkyō                                              | 12 septembre 2021     |
| 12 | À un ennemi encerclé, vous devez laisser une voie de sortie              | 囲師には必ず闕く                         | Ishi ni wa kanarazu hiraku                               | 19 septembre 2021     |
| 13 | Mieux vaut subjuguer l'ennemi sans donner bataille                       | 百戦百勝は善の善なる者に非ず             | Hyakusen hyakushō wa zen no zen naru mono ni arazu       | 26 septembre 2021     |
| 14 | Amidonia revêtue de la peau du lion                                      | 虎の威を借るアミドニア                   | Tora no i o karu Amidonia                                | 9 janvier 2022        |
| 15 | Un bon ami jamais n'offense                                              | 莫逆の友と為る                           | Bakugyaku no tomo to naru                                | 16 janvier 2022       |
| 16 | Le tyran est plus vorace que le tigre                                    | 苛政は寅よりも猛し                       | Kasei wa tora yori mo takeshi                            | 23 janvier 2022       |
| 17 | Les grands hommes meurent pour leurs semblables                          | 士は己を知る者の為に死す                 | Shi wa onore o shiru mono no tame ni shisu               | 30 janvier 2022       |
| 18 | Le doute engendre la peur                                                | 杯中の蛇影                               | Haichū no daei                                           | 6 février 2022        |
| 19 | Saisis l'opportunité dès qu'elle se présente                             | 奇貨おくべし                             | Kika okubeshi                                            | 13 février 2022       |
| 20 | Imiter n'est pas égaler                                                  | ⻄施のひそみにならう                     | Seishi no hisomi ni narau                                | 20 février 2022       |
| 21 | La poule aux œufs d'or était en fait un renard                           | 蝦で鯛を釣ろうとしたら鮫が掛かった       | Ebi de tai o tsurō to shitara same ga kakatta            | 27 février 2022       |
| 22 | Nulle sagesse sans éducation, nulle intelligence sans sagesse            | 人学ばざれば智なし、智なき者は愚人なり   | Hito manabazareba tomo nashi, tomo nakisha wa gujin nari | 6 mars 2022           |
| 23 | Se laver les mains remet la maladie à demain                             | うがい手洗いは防疫の基本                 | Ugai tearai wa bōeki no kihon                            | 13 mars 2022          |
| 24 | Un long exil                                                             | 家郷に離別して歳月多し                   | Kakyō ni ribetsu shite saigetsu ōshi                     | 20 mars 2022          |
| 25 | Connais ton conjoint comme toi-même, et ton mariage ne sera point défait | 相手を知り、己を知れば夫婦仲も危うからず | Aite o shiri, onore o shireba fūfunaka mo ayaukarazu     | 27 mars 2022          |
| 26 | Ne pas regarder en arrière, ni se projeter trop loin                     | 前に古人を見ず、後に来者を見ず           | Mae ni kojin o mizu, nochi ni raisha o mizu              | 3 avril 2022          |

## Réception
Rebecca Silverman de Anime News Network décrit le premier light novel comme « semblable à un isekai réfléchi », et écrit : « C'est un peu trop porté sur les décharges d'informations et l'histoire comporte quelques problèmes narratifs avec la voix, mais d'une manière générale, si vous avez toujours voulu voir le héros invoqué faire plus que combattre les méchants et gagner les dames, c'est le livre que vous attendiez. ».
Au 17 avril 2020, le tirage cumulé de la série, version électronique comprise, dépasse 800 000 exemplaires. Au 27 août 2021, le tirage cumulé dépasse 1,5 million.